# Philippe de Monte
Philippe de Monte (* 1521 in Mecheln; † 4. Juli 1603 in Prag) war ein franko-flämischer Komponist, Sänger und Kapellmeister der späten Renaissance.

## Leben und Wirken

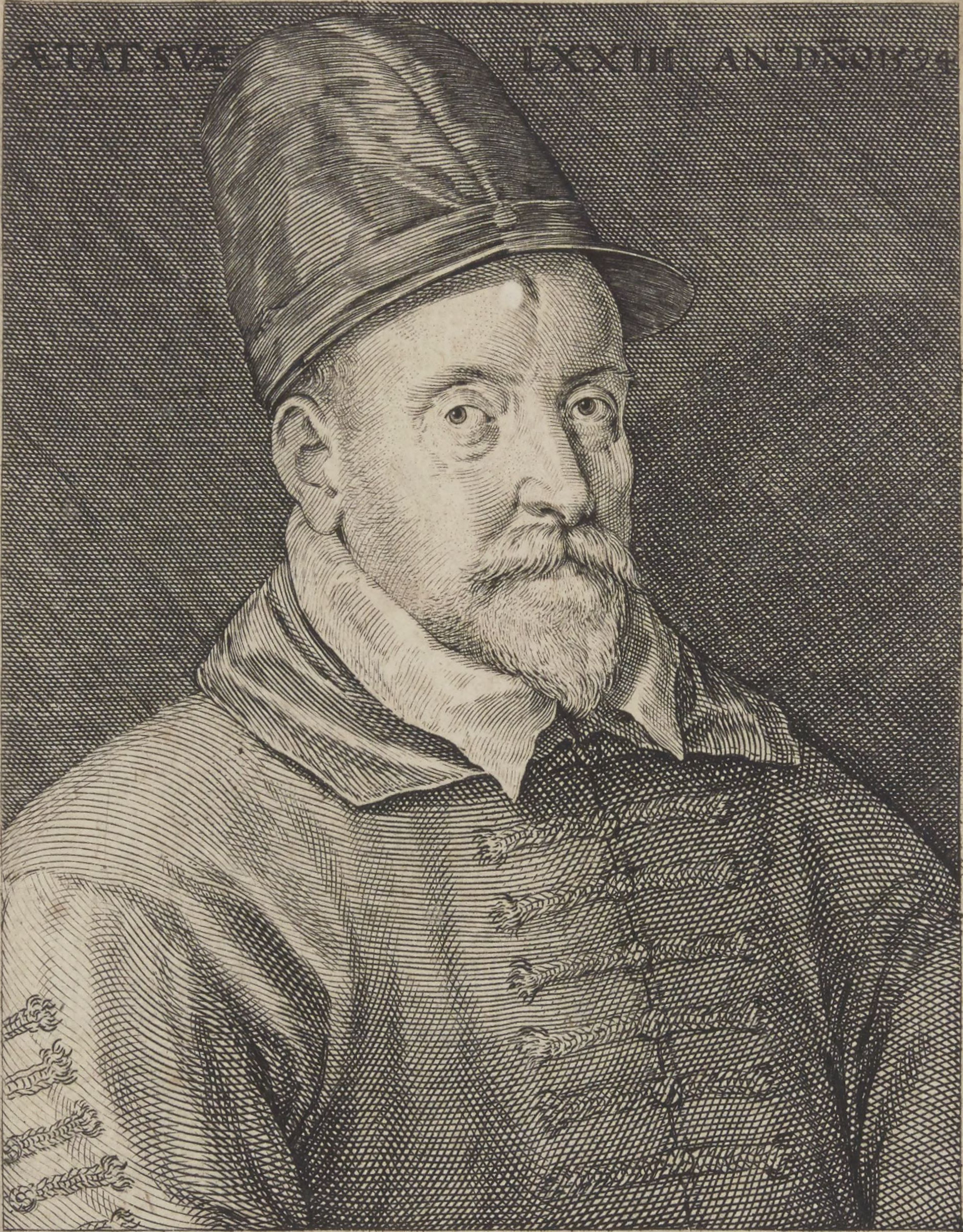
Raphael Sadeler (1561–1630): Philippe de Monte mit 73 Jahren

Über die Herkunftsfamilie von Philippe de Monte sind keine Informationen überliefert; Angaben aus seinem Testament über Verwandte deuten nur darauf hin, dass er mindestens zwei Geschwister hatte. Seinen ersten musikalischen Unterricht bekam er vermutlich als Chorknabe an der Kathedrale Saint-Rombout in seiner Geburtsstadt. Über seine weitere Ausbildung ist nichts bekannt. Er ist dann um 1540 in Neapel für einige Jahre als Musiklehrer (praeceptor musicae) der Kinder des Bankiers Domenico Pinelli aus Genua nachweisbar. Im Jahr 1548 und später mehrfach bis 1556 erscheint ein Philippe de Monte als petit vicaire an der Kathedrale von Cambrai; ob es sich dabei um den Komponisten handelt, ist nicht ganz sicher. De Montes 1. Madrigalbuch erschien 1554 in Rom mit einer Widmung, die nicht von ihm stammt, was darauf hindeutet, dass er sich zu dieser Zeit keinesfalls mehr in Italien aufhielt. Als König Philipp II. von Spanien 1554/55 anlässlich seiner Vermählung mit Maria Tudor nach England reiste, befand sich Philippe de Monte in seinem Gefolge. Er hat dort William Byrd kennengelernt, hat aber danach die Hofkapelle des Königs offenbar bald wieder verlassen. Der Komponist widmete später William Byrd seine achtstimmige Motette „Super flumina Babylonis“. Ab 1556 sind viele seiner Madrigale in Sammeldrucken in Italien erschienen, und er schrieb 1557 das Widmungsmadrigal „Il più forte di Roma“ zur Hochzeit von Isabella de’ Medici mit Paolo Giordano I. Orsini; mit beiden Familien stand er weiterhin in enger Verbindung. Die Widmungsvorrede seines nächsten Madrigalbuchs hat er in Neapel verfasst. Auch in Venedig war er offenbar bekannt, weil er für die Nachfolge von Adrian Willaert als Kapellmeister an San Marco 1562 in die engere Wahl kam. Als Johanna von Österreich, Schwester von Kaiser Maximilian II., 1565/66 Francesco de’ Medici heiratete, reiste der Komponist im Gefolge von Kardinal Flavio Orsini, dem er viele Motettenbücher gewidmet hat, zur Hochzeitsfeier.
Nach über einjähriger Kandidatensuche und nach Scheitern der Verhandlungen mit Palestrina wurde Philippe de Monte im Jahr 1568 zum Nachfolger von Jacobus Vaet als Kapellmeister der Hofkapelle Maximilians II. in Wien ernannt. Ab da ist sein Lebenslauf recht gut dokumentiert, und es begann auch die fruchtbarste Periode seiner kompositorischen Laufbahn. Zu seinen Aufgaben gehörte auch, Musiker und Sänger für den Dienst an der Hofkapelle zu gewinnen; so ist auch 1570 eine entsprechende Reise in seine Geburtsstadt belegt. In Wien waren auch weitere bekannte Musiker seiner Zeit tätig. Einige Jahre später hat sich sogar Orlando di Lasso lobend über die besondere Qualität der Kammermusik in Wien geäußert. Die letzten Regierungsjahre von Maximilian II. waren für de Monte ein goldenes Zeitalter. Ein besonderer Höhepunkt war in dieser Zeit die Hochzeit von Erzherzog Karl II. mit Maria Anna von Bayern am 26. August 1571. Die Feierlichkeiten dieses Anlasses wurden musikalisch von drei Hofkapellen begleitet: der Wiener Hofkapelle unter Leitung von Philippe de Monte, der Hofkapelle von Herzog Albrecht V. von Bayern unter Leitung von Orlando di Lasso und der Hofkapelle von Karl II. unter Leitung von Annibale Padovano. Für zentrale Momente der Feier hatte de Monte lateinische Madrigale geschrieben. Auch andere bedeutende Musiker dieser Zeit waren bei der Hochzeit anwesend, und sowohl de Monte als auch di Lasso erhielten von Kaiser Maximilian für die ihm gewidmeten Musikdrucke großzügige Geldgeschenke. Als im folgenden Jahr der spätere Kaiser Rudolf II. in Preßburg zum König von Ungarn gekrönt wurde, waren viele der bei der letzten Hochzeit mitwirkenden Musiker wieder beteiligt.
Kaiser Maximilian II. ernannte den Komponisten kurz darauf zum Schatzmeister der Kathedrale von Cambrai, was mit einer Pfründe verbunden war, wohl als Anerkennung für seine bisherigen besonderen Verdienste. Das Domkapitel von Cambrai wollte ihn aber nicht akzeptieren, und es entstand ein jahrelanger Rechtsstreit über das Ernennungsrecht, der schließlich 1578 mit einer Bestätigung des Privilegs endete. Inzwischen war jedoch Maximilian II. am 12. Oktober 1576 verstorben, und sein Nachfolger Rudolf II. hat dem Komponisten die Position eines Kanonikus an der gleichen Kathedrale zuerkannt. Danach ersuchte Philippe de Monte seinen Dienstherrn darum, sich in den Ruhestand nach Cambrai zurückziehen zu dürfen, was Rudolf II. jedoch ablehnte. In einem Brief von 1578 an Orlando di Lasso beklagte sich der Komponist darüber, dass der Kaiser auf sein Abschiedsgesuch mit Spott reagiert habe und es ihm verwehrt habe, in den Ruhestand zu gehen und in der Nähe seiner Familie zu leben. Anders als sein Vater war Rudolf II. kaum musikbegeistert, er behielt aber die Hofkapelle und andere musikalische Einrichtungen bei, weil sie ein Teil der kaiserlichen Repräsentation waren. Auch wollte er den Komponisten wegen seines hohen Ansehens nicht ohne einen Nachfolger ziehen lassen. Dieser hatte andererseits auch einigen Nutzen von der Lage des kaiserlichen Hofs in der Mitte des Reichs. Dies verstärkte sich noch, als im Jahr 1580 die kaiserliche Residenz und Hofhaltung nach Prag verlegt wurde.
Prag wurde ein Treffpunkt für Adelige und Diplomaten aus ganz Europa. Philippe de Monte begegnete hier vermutlich künftigen Gönnern, wie Kardinal Pietro Aldobrandini, und anderen berühmten Musikern, wie Claudio Monteverdi. Er war wohl auch Mitglied der Confraternitas Corpore Christi, einer 1588 gegründeten Bruderschaft aus vier Nationen, die musikalisch aktiv war und sich regelmäßig in der Thomaskirche am Fuß der Prager Burg traf. De Monte schrieb in Briefen, dass er in der Altstadt nicht weit vom kaiserlichen Palast wohnte und außerdem an der Gicht litt. An anderer Stelle erwähnte er Aufführungen seiner Werke bei Besuchen von Würdenträgern, die vielleicht in seinem Haus stattgefunden haben. In seinem Testament von 1603 steht der Wunsch, in der Kirche St. Jakub in der Prager Altstadt bestattet zu werden. Er hatte zuvor seinen Großneffen Pierre Baral zum Haupterben gemacht und durch Mithilfe von Kardinal Aldobrandini dafür gesorgt, dass dieser trotz seiner relativ jungen Jahre seine Benefizien übernehmen konnte.

## Bedeutung
Philippe de Monte hat für alle wichtigen Vokalformen seiner Zeit geschrieben, außer den leichten Formen wie Kanzonetten oder Villanellen. Er hat ein umfangreiches Kompendium an geistlicher Musik hinterlassen; noch größer war jedoch der Gesamtumfang seiner weltlichen Kompositionen. Die meisten seiner etwa 40 Messen sind zu seinen Lebzeiten unveröffentlicht geblieben, während der größte Teil seiner über 250 Motetten zwischen 1572 und 1600 im Druck erschienen sind. Bei seinen Messen handelt es sich überwiegend um Parodiemessen; so basieren alle sieben Messen des 1. Messenbuchs von 1587 auf eigenen Motetten. Weitere Vorlagen zu Messen stammen von Jachet de Mantua, Josquin Desprez, Orlando di Lasso, Giovanni Pierluigi da Palestrina, Cipriano de Rore, Alessandro Striggio dem Älteren, Philippe Verdelot und Giaches de Wert. Einige Messen haben auch Chansons und Madrigale als Vorlage. Als besonderes Stilmerkmal dieser Werkgruppe kann eine gewisse Gemessenheit des Ausdrucks festgestellt werden. Im Hinblick auf die Vielfalt der geistlichen und weltlichen Vorlagen und in deren meisterhafter Umgestaltung ist der Komponist einer der Hauptvertreter der Parodiemesse des 16. Jahrhunderts.
Der Motettenstil von Philippe de Monte erinnert in seiner satztechnischen und ausdrucksmäßigen Ausgewogenheit an Palestrina. Seine Kompositionen verkörpern einen klassischen Stil der Spätrenaissance, in dem die Empfindsamkeiten seiner Madrigale zugunsten eines zurückhaltenden und beherrschten Ausdrucks zurücktreten. Die Motetten sind überwiegend fünfstimmig; das einzige vierstimmige Motettenbuch von 1596 ist nur unvollständig überliefert. Die Stücke sind weitestgehend auf Inhalt und Struktur des Textes ausgerichtet; sie sind expressiv, aber beherrscht, chromatische Stimmführungen sind selten. In der Wahl der Modi und der stimmlichen Besetzung zeigt der Komponist ein eigenes Gespür für den vorherrschenden Textaffekt; insgesamt bauen die Motetten mehr auf unaufdringliche Technik als auf hohe Kunstfertigkeit. Eine besondere künstlerische Höhe erreichte de Monte mit seiner eindrucksvollen und expressiven Motette „O suavitas et dulcedo“ aus dem Libro quarto de motetti von 1575. Es sind auch mehrchörige Motetten des Komponisten überliefert, und zwar in der erst 1685 erschienenen Sammlung mit sechs- und zwölfstimmigen Werken; hier ist die letzte Komposition, „Benedictio et claritas“ für drei vierstimmige Chöre. Seine geistlichen Madrigale stehen den weltlichen sehr nahe; für diesen Typ schrieb de Monte mehr Werke als alle Zeitgenossen.
Philippe de Monte komponierte von 1554 bis 1603 über 1200 Madrigale, die in 34 Büchern bei den angesehensten venezianischen Verlegern erschienen sind; er ist damit der produktivste Komponist in der Geschichte dieser Gattung. Nur die ersten vier Madrigalbücher wurden in seiner italienischen Zeit gedruckt, alle anderen erschienen in seiner Wirkungszeit am habsburgischen Hof. Die Texte gehen vor 1580 meistens auf Francesco Petrarca zurück, später auf Pietro Bembo, Ludovico Ariosto und Jacopo Sannazaro. Sein erstes Madrigalbuch (Rom 1554) zeigt noch einen recht konservativen Stil. Die folgenden Bücher weisen eine Entwicklung zu größerer stilistischer Vielfalt und fortschreitender Übernahme zeitgenössischer Errungenschaften auf (Adrian Willaert und Cipriano de Rore), und zwar farbigere Harmonik und lineare Chromatik. In seiner Zeit als kaiserlicher Hofkapellmeister wird sein musikalischer Stil zunehmend individueller in Richtung auf einen eigenen Personalstil. Einen Höhepunkt seines Madrigalschaffens stellt sein 10. Madrigalbuch mit Stücken wie „Scipio, l’acerbo caso“ und dem faszinierenden achtteiligen Zyklus „Già havea l’eterna man“ dar, letzteres basierend auf dem „Orlando furioso“ von Ariosto. Ein gewisser Stilwandel zeigt sich nach 1581 in de Montes Hinwendung zu der Mischform des Canzonetten-Madrigals mit einer transparenteren, mehr homophonen Schreibweise und lebhafter Rhythmik auf Texte von Giovanni Battista Guarini und Torquato Tasso in seinem 11. Madrigalbuch zu fünf Stimmen. Gegen Ende seines Lebens kehrte der Komponist zu einer komplexeren Mehrstimmigkeit und Harmonik zurück und setzte sich mit dem textlichen und kontrapunktischen Potential von sechs- und siebenstimmigen Kompositionen auseinander, so in seinen letzten drei Veröffentlichungen „La fiammetta“ (1599), „Musica sopra Il pastor fido“ (1600) und dem 9. sechsstimmigen Madrigalbuch (1603). Hier zeigt der 80-jährige Komponist seine Souveränität in der Verbindung von Expressivität und vollendeter Technik.
Die weltlichen Werke von Philippe de Monte wurden in ganz Europa gesungen; sein Erfolg und die große von ihm erreichte Achtung und Wertschätzung ergibt sich aus der weit gestreuten Verbreitung seiner Werke in Drucken und Handschriften, aus den zahlreichen Nachdrucken seiner Madrigalbücher und die große Zahl erfolgter Aufnahmen seiner Stücke in Sammeldrucke seiner Zeit. Bekannt gewordene Schüler des Komponisten waren Jean de Macque, Carl Luython, Lambert de Sayve und Giovanni Battista Dalla Gostena.

## Werke
- Gesamtausgaben:
  - Philippe de Monte: Opera, herausgegeben von Charles van den Borren und Georges van Doorslaer, Brügge 1927–1939
  - Philippi de Monte Opera: New Complete Edition, herausgegeben von R. B. Lenaerts und anderen, Löwen 1975 und folgende
- Messen
  - Missa ad modulum „Benedicta es“ zu sechs Stimmen, Antwerpen 1579
  - Liber primus [7] missarum zu fünf, sechs und acht Stimmen, Antwerpen 1587
  - Missa „Anchor che col partire“ zu vier Stimmen, nur Tenor erhalten
  - Missa „Aspice Domine“ zu sechs Stimmen
  - Missa „Cara la vita mia“ zu fünf Stimmen
  - Missa „Inclina cor meum“ zu fünf Stimmen
  - Missa „La dolce vista“ zu acht Stimmen
  - Missa „Nasce ma pena mia“ zu sechs Stimmen
  - Missa „O altitudo divitiarum“ zu fünf Stimmen
  - Missa pro defunctis zu fünf Stimmen
  - Missa „Quando lieta speray“ zu fünf Stimmen
  - Missa „Reviens vers moi“ zu vier Stimmen
  - Missa „Ultimi miei sospiri“ zu sechs Stimmen
  - Missa sexti toni zu sechs Stimmen
  - Missa septimi toni zu fünf Stimmen
  - Missa septimi toni zu sechs Stimmen
  - Missa ad tonum peregrinum zu sechs Stimmen
  - 5 weitere Messen (ohne Titel) zu vier Stimmen
  - 4 weitere Messen (ohne Titel) zu fünf Stimmen
  - 5 weitere Messen (ohne Titel) zu sechs Stimmen
  - 1 weitere Messe (ohne Titel) zu acht Stimmen
- Motetten und verwandte Gattungen
  - Sacrarum cantionum […] liber primus zu fünf Stimmen, 1572
  - Sacrarum cantionum […] liber secundus zu fünf Stimmen, 1573
  - Sacrarum cantionum […] liber tertius zu fünf Stimmen, 1574
  - Libro quarto de motetti zu fünf Stimmen, 1575
  - Sacrarum cantionum […] liber quintus zu fünf Stimmen, 1579
  - Sacrarum cantionum […] liber sextus zu fünf Stimmen, 1584, verschollen
  - Sacrarum cantionum […] liber primus 6 zu zwölf Stimmen, 1585
  - Sacrarum cantionum […] liber secundus zu sechs Stimmen, 1587
  - Sacrarum cantionum […] liber primus zu vier Stimmen, 1596
  - Sacrarum cantionum […] liber septimus zu fünf Stimmen, 1600
  - 28 weitere Motetten zu 3 bis sechs Stimmen im Florilegium musicum motectorum, Bamberg 1631
  - 3 Oden im Florilegium musicum motectorum, Bamberg 1631
  - 2 Litaneien im Florilegium musicum motectorum, Bamberg 1631
  - „Asperges me“ zu fünf Stimmen
  - „Audi, filia, et vide“ zu sieben Stimmen
  - „Ave regina coelorum“ zu vier Stimmen (Zuschreibung unsicher)
  - „Beati omnes“ (nur Alt überliefert)
  - „Expurgate verus“ (nur Alt überliefert)
  - „Laudate Dominum“ zu acht Stimmen
  - Magnificat zu vier Stimmen
  - „Pulchra es et decora“ zu sieben Stimmen
  - „Salve regina“ zu fünf Stimmen (anonym, nur Alt überliefert)
  - „Super flumina Babylonis“ zu acht Stimmen (nur Alt II überliefert)
- Geistliche Madrigale
  - Il primo libro de madrigali spirituali zu fünf Stimmen, 1581
  - Il primo libro de madrigali spirituali zu sechs Stimmen, 1583
  - Il secondo libro de madrigali spirituali zu sechs bis sieben Stimmen, 1589
  - Il terzo libro de madrigali spirituali zu sechs Stimmen, 1590
  - „Eccellenze di Maria vergine“ zu fünf Stimmen, 1593 (nur Alt, Bass und Quintus überliefert)
  - 1 weiteres geistliches Madrigal zu sechs Stimmen (unvollständig)
- Weltliche Madrigale
  - Madrigali […] libro primo zu fünf Stimmen, Rom 1554
  - Il primo libro de madrigali zu vier Stimmen, 1562
  - Il secondo libro de madrigali zu fünf Stimmen, 1567
  - Il primo libro de’ madrigali zu sechs Stimmen, 1569 (Erstdruck verschollen)
  - Il secondo libro delli madrigali zu sechs Stimmen, 1569
  - Il secondo libro delli madrigali zu vier Stimmen, 1569
  - Il terzo libro delli madrigali zu fünf Stimmen, 1570
  - Il quarto libro delli madrigali zu fünf Stimmen, 1571
  - Madrigali […] libro quinto zu fünf Stimmen, 1574
  - Il sesto libro delli madrigali zu fünf Stimmen, 1575
  - Il terzo libro de madrigali zu sechs Stimmen, 1576
  - Il settimo libro delli madrigali zu fünf Stimmen, 1578
  - Il quarto libro de madrigali zu sechs Stimmen, 1580
  - L’ottavo libro delli madrigali zu fünf Stimmen, 1580
  - Il nono libro de madrigali zu fünf Stimmen, 1580
  - Il decimo libro delli Madrigali zu fünf Stimmen, 1581
  - Il quarto libro de madrigali zu vier Stimmen, 1581
  - Il primo libro de madrigali zu drei Stimmen, 1582
  - Il quinto libro de madrigali zu sechs Stimmen, 1584
  - Il terzo libro de madrigali zu vier Stimmen, 1585 (Erstdruck verschollen)
  - L’undecimo libro delli madrigali zu fünf Stimmen, 1586
  - Il duodecimo libro delli madrigali zu fünf Stimmen, 1587
  - Il terzodecimo libro delli madrigali zu fünf Stimmen, 1588
  - Il quartodecimo libro delli madrigali zu fünf Stimmen, 1590
  - Il sesto libro de madrigali zu sechs Stimmen, 1591
  - Il settimo libro de madrigali zu sechs Stimmen, 1591, verschollen
  - Il quintodecimo libro de madrigali zu fünf Stimmen, 1592
  - Il sestodecimo libro de madrigali zu fünf Stimmen, 1593
  - L’ottavo libro de madrigali zu sechs Stimmen, 1594
  - Il decimosettimo libro delli madrigali zu fünf Stimmen, 1595
  - Il decimottavo libro de madrigali zu fünf Stimmen, 1597
  - Il decimonono libro delli madrigali zu fünf Stimmen, 1598
  - La fiammetta […] libro primo zu sieben Stimmen, 1599
  - Musica sopra Il pastor fido […] libro secondo zu sieben Stimmen, 1600
  - Il nono libro di madrigali zu sechs Stimmen, 1603, verschollen
  - 54 weitere Madrigale in verschiedenen Sammlungen, 1558–1601
  - 1 drittes Madrigalbuch zu sieben Stimmen, erwähnt bei Alfred Einstein (1949), verschollen
- Chansons
  - „Sonetz de Pierre de Ronsard […] mis en musique“ zu fünf bis sieben Stimmen, Paris / Löwen 1575
  - 22 Chansons zu vier bis sechs Stimmen in verschiedenen Sammlungen, 1567–1597